# 史蘭
史蘭（1421年—？），字廷芳，山東濟南府歷城縣人，民籍，明朝政治人物。同進士出身。

## 生平
景泰元年（1450年）庚午科山東鄉試第一名。景泰五年（1454年）甲戌科會試第三百四十八名，殿試登進士第三甲第一百三十六名。

## 家族
曾祖父史才興。祖父史惟善。父亲史榮。